# Leiodermatium
Leiodermatium is een geslacht van sponsdieren uit de klasse van de Demospongiae (gewone sponzen). 

## Soorten
- Leiodermatium colini Kelly, 2007
- Leiodermatium crassiusculum (Sollas, 1888)
- Leiodermatium dampieri Kelly, 2007
- Leiodermatium deciduum (Schmidt, 1879)
- Leiodermatium heteroformis (Bowerbank, 1869)
- Leiodermatium intermedia (Sollas, 1888)
- Leiodermatium linea Kelly, 2007
- Leiodermatium lynceus Schmidt, 1870
- Leiodermatium marginatum (Sollas, 1888)
- Leiodermatium paniceus (Sollas, 1888)
- Leiodermatium pfeifferae (Carter, 1873)